# NGC 4582
Désignations
NGC 4582 est une étoile située dans la constellation de la Vierge. L'astronome américain Phillip Sidney Coolidge (de) a enregistré la position de cette étoile le 3 mai 1859.
Cette étoile est MGC 35318